# (9554) Dumont
(9554) Dumont – planetoida z grupy pasa głównego asteroid okrążająca Słońce w ciągu 2 lat i 230 dni w średniej odległości 1,91 j.a. Została odkryta 13 grudnia 1985 roku przez Roberta Chemina. Przed nadaniem nazwy planetoida nosiła oznaczenie tymczasowe (9554) 1985 XA.